# Omphalepia dujardini
Omphalepia dujardini är en fjärilsart som beskrevs av Pierre E.L. Viette 1967. Omphalepia dujardini ingår i släktet Omphalepia och familjen mott. Inga underarter finns listade i Catalogue of Life.